# No Doubt
A No Doubt 1986-ban, a kaliforniai Anaheimben alakult együttes. Eredetileg ska-zenekarként alapította meg John Spence, Eric és Gwen Stefani. Első albumuk 1992-ben jelent meg No Doubt címmel, de nem aratott sikert. Az 1995-ben kiadott harmadik nagylemez, a Tragic Kingdom már gyémántlemez lett, míg az albumról kiadott harmadik kislemez, a "Don't Speak" összesen 16 hetet töltött a Billboard magazin 100 legnépszerűbb száma között.
Negyedik albumuk, a Return of Saturn négy évvel később jelent meg, de a kritikusok pozitív fogadtatása ellenére nem volt sikeres. 15 hónappal később adták ki a Rock Steady című nagylemezt, amelyen már a reggae és dancehall stílusra jellemző jegyeket is felmutatott. Ezt az albumot jórészt Jamaicán rögzítették és elkészítésében olyan neves jamaicai zenészek működtek közre, mint Bounty Killer, Sly and Robbie és Lady Saw. Az albumról két Grammy-díjas kislemezt is kiadtak, ezek a "Hey Baby" és az "Underneath It All" voltak.
A No Doubt 2003-ban kiadta az 1992 óta megjelent kislemezeik gyűjteményét The Singles 1992–2003 címmel, amelyen kiadták a Talk Talk szintipop együttes "It's My Life" című számának feldolgozását. Emellett megjelent Boom Box címmel egy 2 CD-t és 2 DVD-t tartalmazó válogatás.
Az együttes azonban 2004-ben pihenőre ment, mert énekesük: Gwen Stefani szólókarrierbe kezdett, bár Tony Kanal vele tartott. Tom Dumont gitáros is szólókarrierbe kezdett az Invincible Overlord együttesben.
Eddigi karrierje során az együttes két Grammy-díjat kapott és összesen 28 millió albumot adott el világszerte.
2008-ban az együttes bejelentette, hogy új albumon kezdtek dolgozni, egyelőre Stefani nélkül, aki akkor második gyermekével volt terhes. 2009 nyarán koncertkörútra indultak az Egyesült Államokban. 2010 májusában kezdődött meg a következő album felvétele. 2011 januárjában Tom Dumont bejelentette az együttes hivatalos honlapján, hogy 2010-et jórészt demók elkészítésével töltötték és az igazi munkálatok most kezdődnek majd. Bár 2011 folyamán a legtöbb szám címe kiszivárgott, és egy interjúban megerősítették, hogy zenéjüket továbbra is a reggae és ska stílus jellemzi, az együttes mégis úgy döntött, hogy 2012-re halasztja az album megjelenését. A No Doubt hivatalos Twitterén közzétett információk szerint az első kislemez címe "Undone" lett volna, azonban végül Settle Down lett, amelyet 2012. július 16-án adtak ki. Videóklipjét Sophie Muller rendezte. A dal a 34. helyet érte el a Billboard Hot 100-on. Az album 2012. szeptember 21.-én jelent meg, és a 3. helyet érte el.
2012. november 16-án az együttes megjelentette az interneten keresztül a Looking Hot című videóklipjét, miután panaszt kapott, hogy érzéketlen az őslakos amerikaiakkal szemben. 2013. február 1-jétől a Twitter-en keresztül bejelentették, hogy "befejezték a dalírás egy hetét", ami arra utal, hogy több új számuk van. 2013. február 26-ától a weboldalukon keresztül hivatalosan is megerősítették, hogy valóban elkezdtek új zenéken dolgozni, valamint egy közelgő turné tervein. 2013 októberében Tom a Twitter-en elárulta, hogy a zenekar ismét szünetel, és utalt arra is, hogy 2014-ben újraegyesül. 2014. szeptember 27-én felléptek a Global Citizen Fesztiválon, a Central Parkban. A Twitteren keresztül azt is bejelentették, hogy 2015 májusában fellépnek a riói Rockban. Stefani Baby Don't Lie című kislemezének kiadásával bejelentette, hogy a csapat egy új albumon dolgozik. Tony Kanal azonban 2015 áprilisában tagadta ezt. A csapat 2015-ben számos eseményen lépett fel, többek között a Global Citizen Earth Day Koncerten, Rock In Rio USA-ban, és a coloradói Jazz Aspen Snowmass-on, valamint Chicagóban és a Kaaboo Del Marban. A Rolling Stone-nak adott 2016. júniusi interjúban Stefani bizonytalanságát fejezte ki a csapat jövőjével kapcsolatban. 2019. június 25-én a The New York Times Magazin az együttest több száz olyan művész közé sorolta, akiknek anyagát a hírek szerint a 2008-as Universal Studios tűzvész megsemmisítette.

## Az együttes tagjai
- Gwen Stefani – ének
- Tom Dumont – gitár, billentyűs hangszerek
- Tony Kanal – basszusgitár
- Adrian Young – dob

## Diszkográfia

### Stúdióalbumok
- 1992: No Doubt
- 1995: The Beacon Street Collection
- 1995: Tragic Kingdom
- 2000: Return of Saturn
- 2001: Rock Steady
- 2012: Push and Shove

## Külső hivatkozások
- Hivatalos honlap